# Киарамонте Гулфи
Киарамо̀нте Гу̀лфи (на италиански: Chiaramonte Gulfi, на сицилиански Ciaramunti, Чарамунти) е град и община в южна Италия, провинция Рагуза, в автономен регион и остров Сицилия. Разположен е на 668 надморска височина. Населението на града е 8218 души (към 30 декември 2010 г.).